# 礫棲短體鰻
礫棲短體鰻為輻鰭魚綱鰻鱺目糯鰻亞目蛇鰻科的其中一種，分布於西太平洋的菲律賓及印尼海域，棲息深度14-18公尺，體長可達13.9公分，棲息在沙底質、礁石區海域，屬肉食性。

## 擴展閱讀
維基物種上的相關：礫棲短體鰻